# خدمات نظام يونكس
خدمات نظام يونكس (بالإنجليزية: UNIX System Services)‏ هو بيئة تشغيل نظام التشغيل الفرعي لـ z/OS. وهي توفر واجهة شبيه يونكس للتطبيقات التي تعمل على نظام التشغيل الفرعي z/OS.
تعتبر خدمات نظام يونكس جزءًا من برامج النظام الأساسية في z/OS وتسمح للمستخدمين بتشغيل تطبيقات يونكس على نظام التشغيل الفرعي z/OS. ويشمل خدمات نظام يونكس العديد من المكونات والخدمات المتعلقة بنظام التشغيل يونكس مثل نظام الملفات وأدوات الأمان وخدمات الشبكة والأدوات الأساسية لإدارة النظام.
يمكن استخدام خدمات نظام يونكس لتشغيل العديد من التطبيقات الشائعة التي تعمل على نظام يونكس مثل بيرل وبايثون ومجموعة مترجمات جنو وغيرها. وتساعد خدمات نظام يونكس الشركات التي تستخدم نظام التشغيل z/OS على توفير تطبيقاتها للمستخدمين الذين يستخدمون نظام يونكس مما يزيد من توافقية تلك البرامج.